# 周應鰲
周應鳌（1559年—？），字如春，號章南，江西吉安府泰和縣人，民籍，明朝政治人物。

## 生平
萬曆十三年（1585年）乙酉鄉試三十九名，萬曆十四年（1586年）丙戌科會試二百十九名，登三甲第一百二十名進士。工部观政，八月任直隸丹陽縣知縣，萬曆十六年（1588年）同考應天府鄉試，十一月改吳縣知縣。萬曆十八年（1590年）陞吏部稽勳司主事。二十年正月調簡，二十六年降補吴川知縣，二十八年升南刑部主事，三十年丁憂。三十四年補兵部主事，三十七年养病。

## 家族
曾祖周明哲，曾任庠生；祖父周承鼎；父周克超，曾任庠生。母謝氏。慈侍下。兄應玉。弟應東、應楚、應亮、應炳、應鲤。孙子周谏言，同族祖父周是修。